# کلیسای جامع تورین
کلیسای جامع تورین  یک کلیسای جامع واقع در تورین، ایتالیا می‌باشد.

## نگارخانه

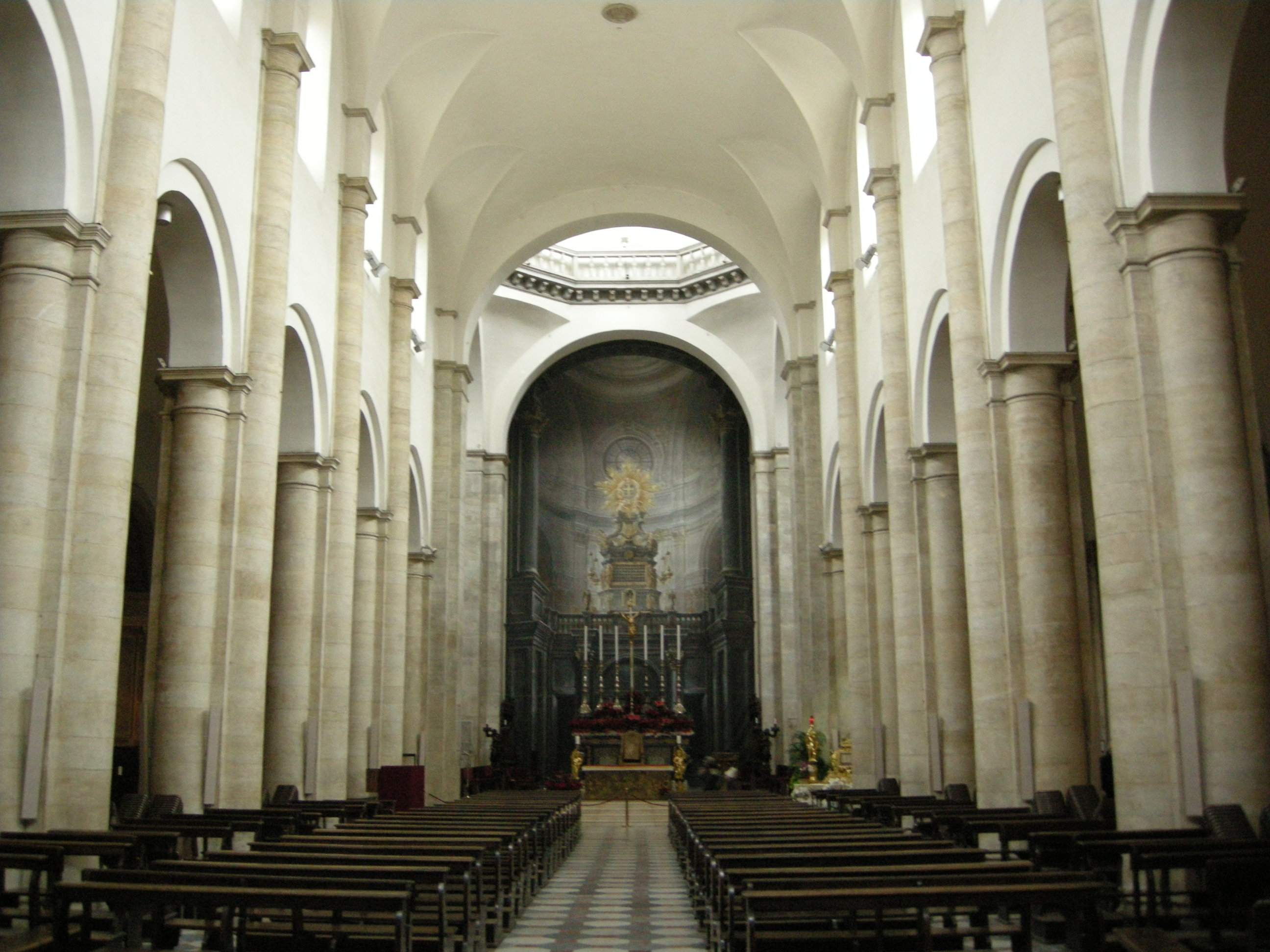
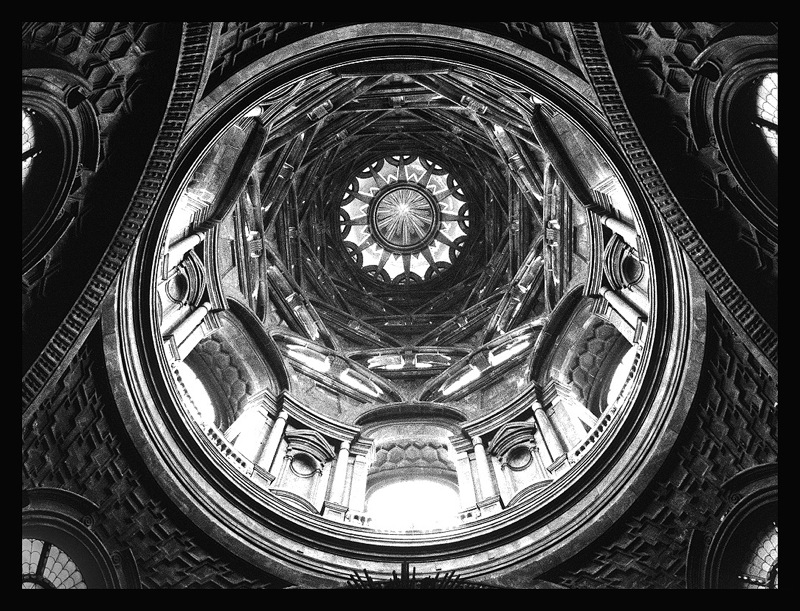
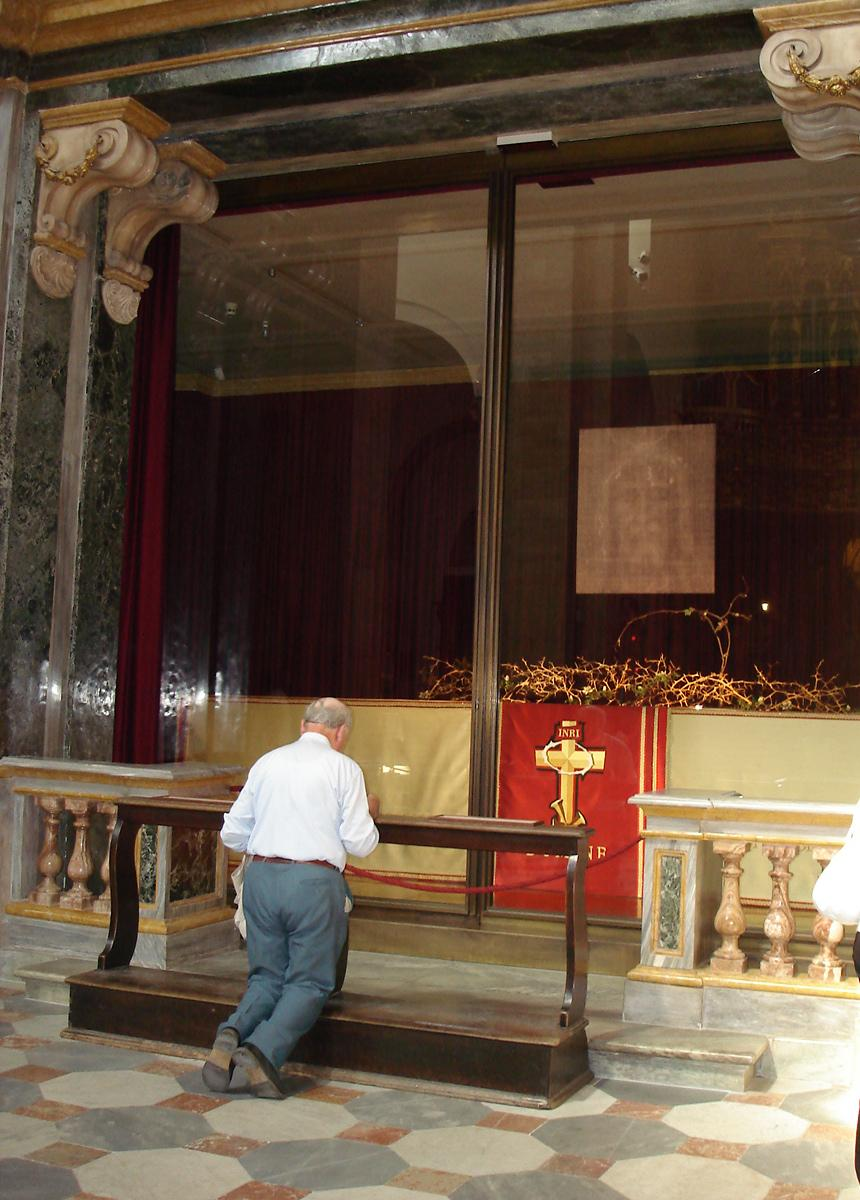
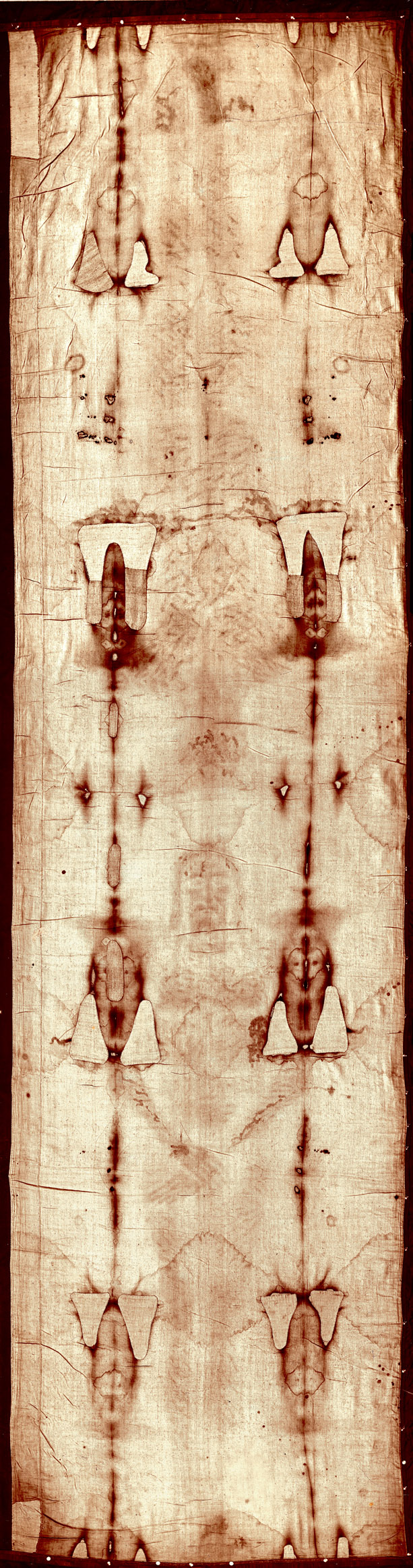
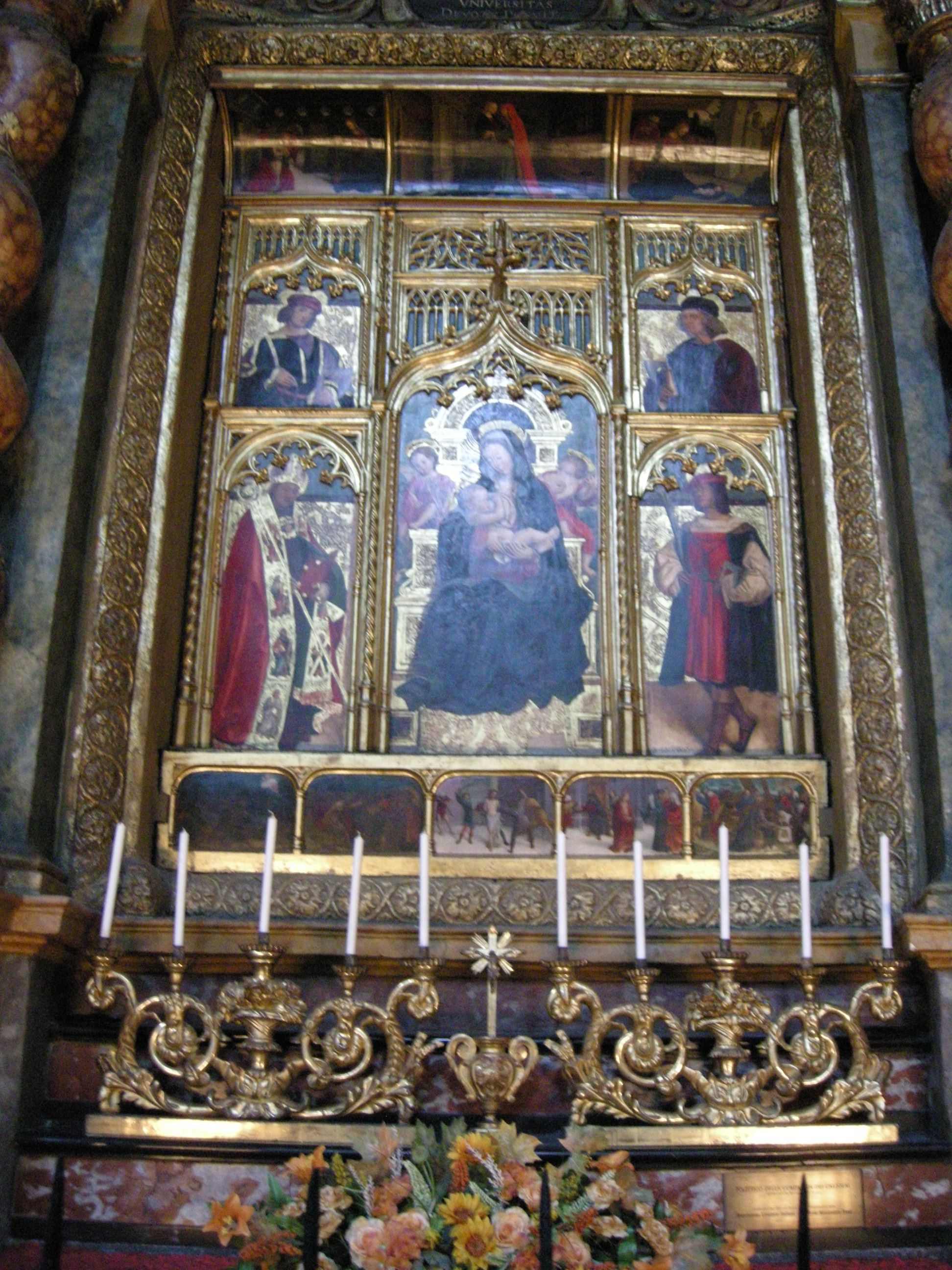
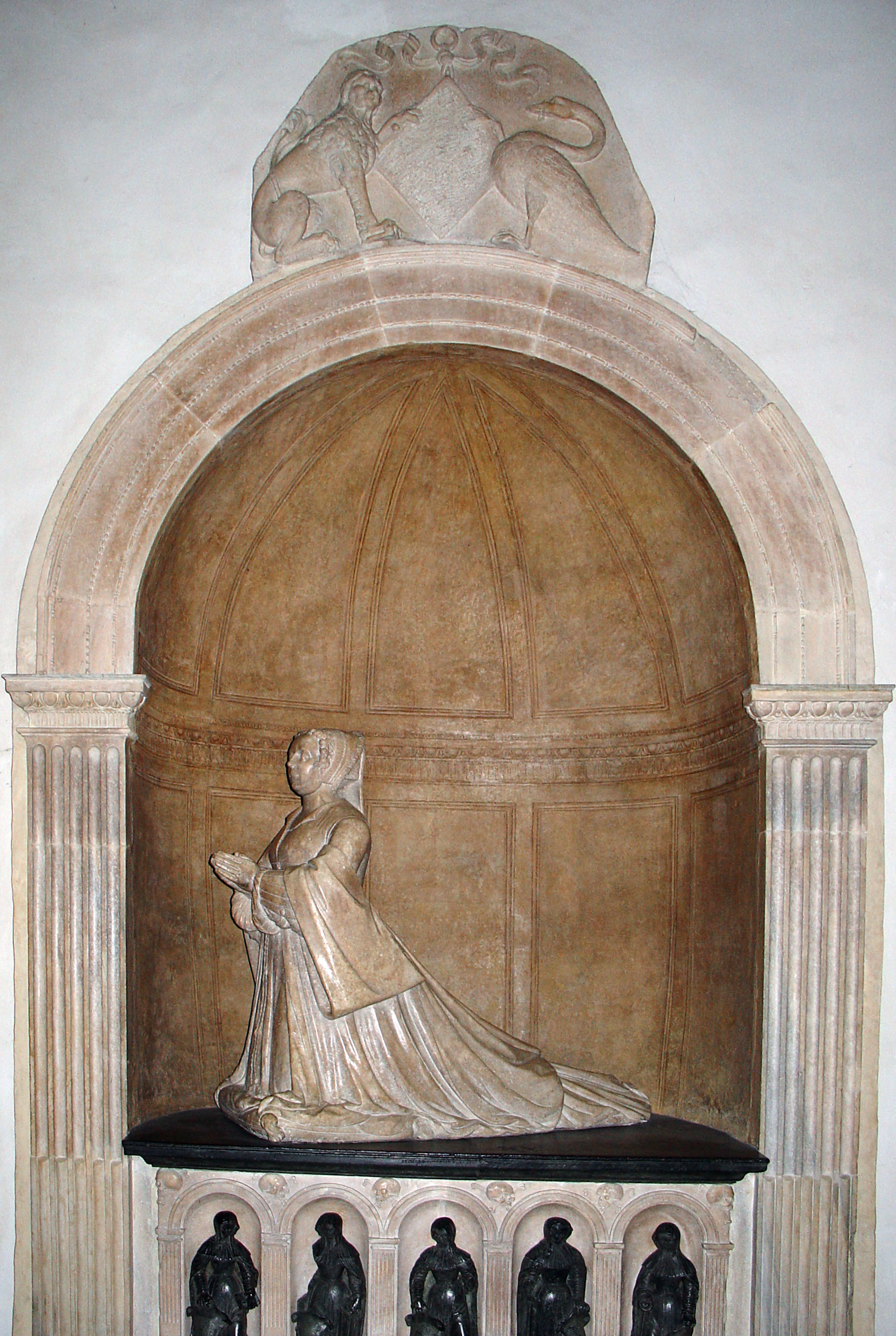
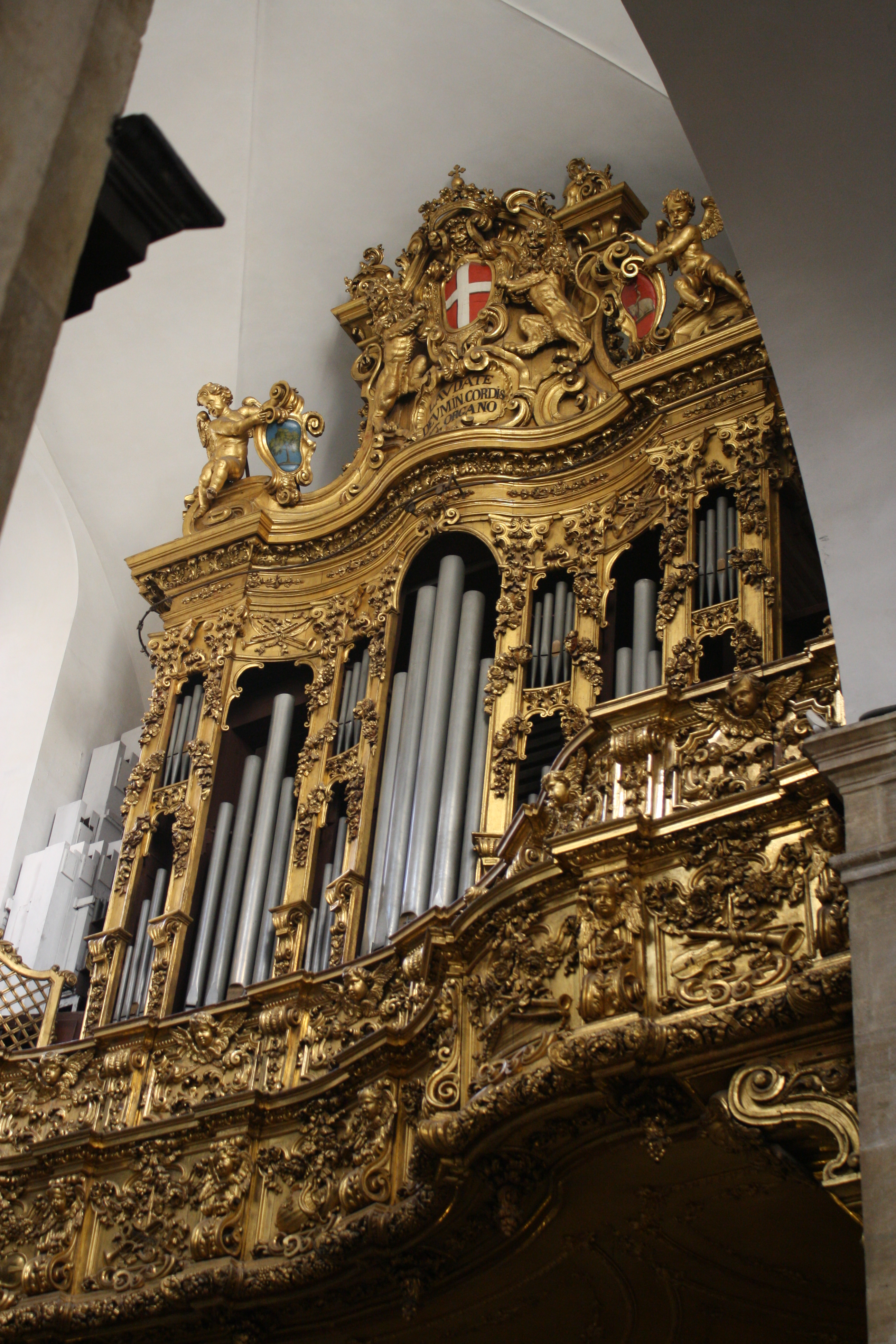
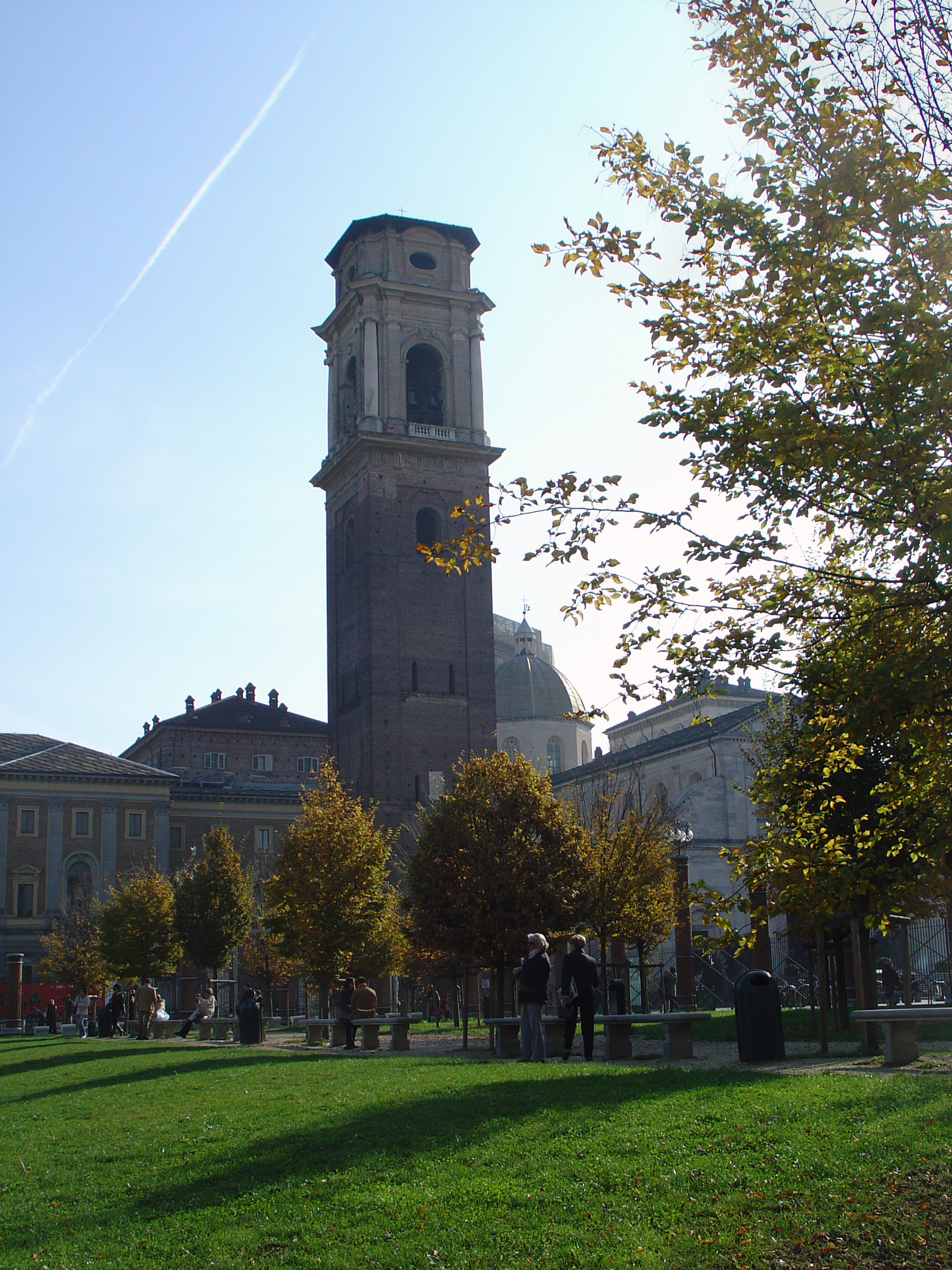